# Рајнхард Хајдрих
Рајнхард Тристан Ојген Хајдрих (Хале, 7. март 1904 — Праг, 4. јун 1942) био је СС-обергрупенфирер, шеф Главног безбедносног уреда Нацистичке Немачке и гувернер Протектората Чешке и Моравске. Најпознатији надимак био му је Прашки касапин.
Историчари га сматрају једном од најмрачнијих личности у нацистичкој врхушки; Адолф Хитлер га је назвао „човеком са гвозденим срцем”. Био је оснивач и шеф Зихерхајтсдинста (СД), обавештајне организације која је била задужена за проналажење и неутрализацију отпора Нацистичкој партији помоћу хапшења, депортација и убистава. Учествовао је у организацији Кристалне ноћи, низа координисаних напада на Јевреје широм Рајха између 9. и 10. новембра. Напади, које су извели СА јуришници и цивили, били су увертира за Холокауст. По доласку у Праг, Хајдрих је покушавао да елиминише опозицију нацистичкој окупацији сузбијајући чешку културу и депортујући и убијајући чланове чешког покрета отпора.
Општеприхваћено мишљење је да је Хајдрих био један од архитеката Холокауста тиме што је водио конференцију у Ванзеу која је направила планове за истребљивање свих европских Јевреја. Хајдриха су у операцији Антропоид убили чехословачки партизани 1942, који су радили за британски СОЕ, на шта је Хитлер узвратио убиством 1.300 Чеха у селу Лидице.

## Детињство и младост
Хајдрих је рођен 1904. у Халеу на Салеу као син композитора и оперског певача Рихарда Бруна Хајдриха и његове супруге Елизабете Ане Марије Амалије Кранц, римокатолкиње. Његова два имена представљају патриотске музичке посвете: „Рајнхард“ је трагични херој из опере Амен коју је његов отац написао, а „Тристан“ је из Вагнерове опере Тристан и Изолда. Хајдрихово треће име, „Еуген“ је име његовог покојног деде по мајци (професор Еуген Кранц је био директор Дрезденског краљевског конзерваторијума). Хајдрих је рођен у имућној породици из вишег социјалног сталежа. Музика је била део његове свакодневнице; његов отац је основао Музички конзерваторијум у Халеу где је његова мајка држала часове клавира. Хајдрих је развио страст према виолини која га није напуштала ни кад је одрастао; импресионирао је слушаоце својим музичким талентом.
Његов отац је био немачки националиста, који је својој деци усадио патриотске идеје, али није био члан ниједне партије до после Првог светског рата. Васпитање у домаћинству Хајдрихових је било строго. Хајдрих је био интелигентан и постизао је добре успехе у школи, посебно из научних предмета, у „реформгимназији“. Био је талентован за спорт и постао је добар пливач и мачевалац. Међутим, био је стидљив, несигуран и често предмет подсмеха од стране друге деце због наводног јеврејског порекла. Због гласина о пореклу је добио надимак „Мојсије Хандел“. Годинама касније, Вилхелм Канарис је тврдио да је дошао у посед фотокопија које доказују Хајдрихово јеврејско порекло, али ти документи никад нису доспели у јавност. Нацистички гаулајтер Рудолф Јордан је такође тврдио да Хајдрих није „чисти Аријевац“. Хајдрих је на крају наредио истраживачима СС-а да испитају ове гласине. Њихов извештај је гласио да Хајдрих није имао јеврејских предака. Нацистички званичник и „стручњак за расу“ Ехим Герке је закључио да је Хајдрих чисти Аријевац и да нема јеврејских предака.
Године 1918, Први светски рат је окончан немачким поразом. Крајем фебруара 1919, грађански немири, укључујући штрајкове и сукобе између комунистичких и антикомунистичких група су потресали Хајдрихов град, Хале. По наредби министра одбране Густава Носкеа, организоване су десничарске паравојне формације и наређено им је да „поврате“ Хале. Хајдрих, тада петнаестогодишњак, ступио је у Меркерову добровољачку стрељачку јединицу (прву јединицу фрајкора). Након што су се сукоби завршили, Хајдрих је био део снага задужених за заштиту приватне имовине. Мало се зна о улози коју је имао у овим догађајима, али се зна да су на њега оставили јак утисак; то је било његово „политичко буђење“. Ступио је у антисемитску организацију Немачка национална лига за заштиту и отпор.
Као последица Версајског споразума, Немачком се раширила хиперинфлација, која је уништила уштеђевину многих људи. Ни Хале није био изузетак. До 1921, мало становника Халеа је могло себи да приушти музичко образовање у конзерваторијуму Бруна Хајдриха. Ово је довело до финансијске кризе у породици Хајдрих.

## Поморска каријера
Хајдрих је 1922. ступио у морнарицу, која је пружала сигурност, структуру и пензију. Постао је морнарички кадет у Килу, главној немачкој морнаричкој бази, а 1. априла 1924. је унапређен у старијег официрског кандидата (Oberfähnrich zur See) и послат на официрски тренинг у Поморску школу Мервик. Године 1926. унапређен је у чин морнаричког поручника (Leutnant zur See) и постављен за сигналног официра на бојном броду СМС Шлезвиг-Холштајн, заставном броду немачке северноморске флоте. Са унапређењем су дошле добре оцене од надређених, али су се појављивали и проблеми са другим члановима посаде. Поново је унапређен 1. јула 1928. у чин морнаричког натпоручника (Oberleutnant zur See). Међутим, виши чинови су појачали његову амбицију и ароганцију.
Хајдрих је постао женскарош и имао је бројне афере. У децембру 1930. је присуствовао балу веслачког клуба, где је упознао Лину фон Остен. Њих двоје су почели да се забављају и убрзо су објавили своју веридбу. Лина је већ била следбеник Нацистичке партије; њиховом првом скупу је присуствовала 1929. 1931. Хајдрих је оптужен за „понашање недостојно официра и џентлмена“ због раскидања веридбе са женом са којом је био у вези шест месеци, пре него што се верио са Лином фон Остен. Адмирал Ерих Редер је отпустио Хајдриха из морнарице априла исте године. Отпуштање је оставило Хајдриха без перспективе у каријери, али и поред тога није раскинуо веридбу, већ се оженио са Лином у децембру 1931.

## Каријера у СС и војсци
Хајнрих Химлер је 1931. започео са успостављањем контраобавештајног одељења СС. По препоруци свог сарадника Карла фон Еберштајна, који је био пријатељ фон Остенове, Химлер је позвао Хајдриха на разговор. Био је импресиониран и одмах га је запослио. Његова плата је била 180 рајхсмарака месечно (40 америчких долара). Његов НСДАП број је био 544.916, а СС број је био 10.120. Хајдрих је касније примио СС почасни прстен од Химлера као награду за службу (лични поклон, не државно одликовање).
Хајдрих је 1. августа 1931. почео да ради на челу новоосноване обавештајне службе. Успоставио је канцеларију у седишту Нацистичке партије у Минхену. До октобра је успоставио мрежу шпијуна и доушника за прикупљање обавештајних података, ради уцењивања у политичке сврхе. Подаци о хиљадама људи су уписивани на индексне картице и складиштени у штабу службе. Приликом Хајдриховог венчања у децембру, Химлер га је унапредио у чин СС-штурмбанфирера (мајора). За само петнаест месеци, Хајдрих је превазишао свој некадашњи чин у морнарици, и зарађивао је плату која се сматрала „пристојном“.
Више Хајдрихових непријатеља је 1932. почело да шири гласине о његовом наводном јеврејском пореклу. Унутар нацистичких организација, такве гласине су могле да буду врло опасне, чак и за шефа контраобавештајне службе Рајха. Расни експерт Нацистичке партије доктор Ахим Герке је истражио Хајдрихово порекло. Герке је известио да је Хајдрих „... немачког порекла и без икакве обојене или јеврејске крви“.

### Гестапо и СД
Средином 1932, Химлер је поставио Хајдриха на чело преименоване службе безбедности, Зихерхајтдинст (СД). Хајдрихова контраобавештајна служба је израсла у ефикасну машинерију за терор и застрашивање. Како је Хитлер стремио ка апсолутној власти у Немачкој, Химлер и Хајдрих су желели да контролишу политичку полицију у свих 17 немачких држава. Почели су са Баварском. 1933, Хајдрих је окупио неке од својих људи из СД, и са њима је упао у главни штаб полиције у Минхену, преузевши полицију коришћењем тактике застрашивања. Химлер је постао шеф минхенске полиције а Хајдрих је постао начелник 4. одељења, политичке полиције.
Хитлер је 1933. постао канцелар, и кроз низ декрета је постао немачки „фирер и рајхсканцелар“ (вођа и канцелар). Први концентрациони логори, који су првобитно били намењени за смештај политичких противника, су успостављени почетком 1933. До краја исте године је већ постојало педесет таквих логора.
Херман Геринг је основао Гестапо 1933. као пруску полицијску силу. Када је Геринг пренео пуну власт над Гестапоом на Химлера у априлу 1934, ова организација је одмах постала инструмент терора под утицајем СС. Химлер је поставио Хајдриха за шефа Гестапоа 22. априла 1934. 9. јуна 1934, Рудолф Хес је прогласио СД званичном нацистичком обавештајном службом.

### Сламање СА
Почевши од априла 1934, по Хитлеровом захтеву, Хајдрих и Химлер су прикупљали податке за досије о вођи СА Ернсту Рему у покушају да се он уклони као ривал за позицију партијског вође. У овом тренутку, СС је и даље био део СА, ране нацистичке паравојне организације која је у то време бројала преко 3 милиона људи. По Хитлеровом упутству, Хајдрих, Химлер, Геринг и Виктор Луце су саставили спискове оних које треба ликвидирати, почев од седам највиших службеника СА, а укључујући многе друге. 30. јуна 1934. СС и Гестапо су започели координисану акцију масовних хапшења која је настављена и током викенда. Рем је убијен без суђења, заједно са руководством СА. Ова чистка је постала позната као Ноћ дугих ножева. До 200 људи је убијено у акцији. Луце је постављен за новог шефа СА, који је претворен у организацију за спорт и тренинг.
Када је СА избачен из игре, Хајдрих је почео да Гестапо претвара у инструмент страха. Унапредио је свој систем индексних картица, класификујући категорије преступника различитим бојама картица. Гестапо је имао моћ да хапси грађане под сумњом су у стању да почине злочин, а дефиницију злочина је одређивао сам Гестапо. Закон о Гестапоу донет 1936. је дао полицији право да делује „над-правно“. Ово је довело до раширеног коришћења „заштитног привођења“, што је еуфемизам за затварање људи без правног поступка, док судови нису могућност да истражују или се мешају. За Гестапо се сматрало да делује по закону све док спроводи вољу руководства. Људи су произвољно хапшени, слати у концентрационе логоре или убијани.
Химлер је почео да развија концепт германске религије, са жељом да чланови СС напусте цркву. Почетком 1936, Хајдрих је напустио Католичку цркву. Његова супруга, Лина, је то већ учинила годину дана раније. Хајдрих не само да више није био припадник цркве, већ је почео да сматра како су политичка моћ и утицај цркве опасни по државу.

### Консолидација полицијских снага
Све полицијске снаге у Немачкој су се ујединиле 17. јуна 1936, након што је Хитлер поставио Химлера за шефа немачке полиције. Химлер је одмах реорганизовао полицију у два дела: редарствену полицију (Ordnungspolizei, Orpo), у чијем саставу је била и национална униформисана полиција и комунална полиција, и безбедносну полицију (Sicherheitspolizei, SiPo), која се састојала од тајне државне полиције (Geheime StaatsPolizei, Gestapo) и криминалистичке полиције (Kriminalpolizei, Kripo). У том тренутку, Хајдрих је био шеф безбедносне полиције и СД. Хајнрих Милер је био оперативни шеф Гестапоа.
Хајдрих је био задужен да помогне у организовању Летњих олимпијских игара 1936. у Берлину. Игре су искоришћене да се промовишу пропагандни циљеви нацистичког режима. Амбасадори добре воље су послати у земље које су разматрале бојкот. Антијеврејско насиље је забрањено за време трајања игара, а са новинских киоска наређено је да повуче нацистички недељник Јуришник.  За заслуге у успешној организацији Игара, Хајдрих је одликован Орденом олимпијских игара (првог степена).
Средином 1939, Хајдрих је основао Фондацију Нордхав задужену за прикупљање некретнина које би СС и безбедносна полиција користиле као гостинске куће и места за одмор. Вила Ванзе, коју је Фондација Нордхав купила у новембру 1940, била је место одржавања Ванзејске конференције (20. јануара 1942). На овој конференцији, високи нацистички званичници су формализовали планове за депортовање и истребљење свих Јевреја из територија које су Немци окупирали и из земаља које су планиране за освајање. Планирано је да ову акцију координишу представници нацистичких државних агенција присутних на састанку.
Дана 27. септембра 1939. СД и безбедносна полиција (коју су сачињавали Гестапо и криминалистичка полиција) су здружени у нови Главни безбедносни уред Рајха или Рајхсзихерхајтсхауптамт (РСХА), који је стављен под Хајдрихову контролу. Звање „шеф безбедносне полиције и СД“ је додељено Хајдриху 1. октобра. Хајдрих је постао председник Интерпола (тада под нацистичком контролом) 24. августа 1940, и његово седиште је премештено у Берлин. Унапређен је у чин СС-обергрупенфирера и генерала полиције 24. септембра 1941.

### Чистке у Црвеној армији
1936, Хајдрих је сазнао да високи совјетски официр планира пуч како би збацио Јосифа Стаљина. Осетивши прилику да истовремено зада ударац и совјетској армији и адмиралу Канарису из немачког Абвера, Хајдрих је одлучио да руске официре треба „разоткрити“. Расправио је ово питање са Химлером, а затим о целој ствари известили Хитлера. Међутим, „информација“ коју је Хајдрих примио је била лажна и подметнута од стране самог Стаљина у покушају да оправда планиране чистке у команди Црвене армије. Стаљин је наредио једном од најбољих агената НКВД, генералу Николају Скоблину, да дотури Хајдриху лажне податке који су се тицали наводне завере против Стаљина од стране маршала Михаила Тухачевског и других совјетских генерала. Хитлер је одобрио Хајдрихов план да се ове информације искористе одмах. Хајдрихов СД је фалсификовао низ докумената и писама који су оптуживали Тухачевског и друге командире Црвене армије. Материјал је достављен НКВД-у. Уследила је Велика чистка Црвене армије по Стаљиновим наређењима. Хајдрих је веровао да је њихов план успешно завео Стаљина, због чега је он убио или отпустио око 35.000 својих официра, значај Хајдрихове улоге у овим догађајима је ствар спекулације и претпоставки. Совјетски војни тужиоци нису користили ове фалсификоване документе против генерала током тајних суђења; уместо тога су се користили лажним признањима, које су мучењем извукли од оптужених.

### Декрет Ноћи и магле
До краја 1940, немачка војска је освојила већи део западне Европе. Наредне године, Хајдриховом СД је дато задужење да изврши декрет Ноћи и магле. По овом декрету, „лица која угрожавају безбедност Немачке“ требало је ухапсити на најдискретнији могући начин: „под окриљем ноћи и магле“. Људи су нестајали без трага, нико није знао где се налазе, ни која их је судбина задесила. За сваког затвореника, СД је морао да попуни образац који је наводио личне податке, земљу порекла и детаље њихових злочина против Рајха. Овај образац је смештан у коверту са печатом на коме је писало „ноћ и магла“, и достављан у Главни безбедносни уред Рајха. У „централној датотеци затвореника“, као и у многим логорским датотекама, овим затвореницима су давани посебни бројеви „тајних затвореника“, за разлику од бројева за ратне заробљенике, Јевреје, Роме и друге. Овај декрет је остао на снази и након Хајдрихове смрти. Тачан број људи који су нестали по овом декрету никада није утврђен, али претпоставља се да их је било око 7.000.

### Вршилац дужности Рајх протектора Бохемије и Моравске
Дана 27. септембра 1941, Хајдрих је постављен за заменика Рајх протектора Бохемије и Моравске (део Чехословачке који је припојен Рајху 15. марта 1939) и преузео је контролу над овом територијом. Рајх протектор Константин фон Нојрат је званично остао на власти, али је послат на „одсуство“ јер су Хитлер, Химлер и Хајдрих сматрали да његов „меки приступ“ према Чесима појачава антинемачка осећања и охрабрује антинемачки отпор путем штрајкова и саботажа. По ступању на дужност, Хајдрих је рекао својим сарадницима како „ћемо германизовати чешки шљам.“
Хајдрих је дошао у Праг да спроводи политику, сузбије отпор нацистичком режиму, и одржи производне квоте чешке индустрије мотора и оружја, које су биле „екстремно важне за немачки ратни напор“. Видео је ову област као бедем Немачке и осуђивао је чешки покрет отпора као „нож у леђа“. Како би спровео своје циљеве, Хајдрих је захтевао расну класификацију на оне који могу и на оне који не могу бити германизовани. Објаснио је, „... претварање овог чешког ђубрета у Немце морају да прате методе засноване на расистичкој мисли“. Хајдрих је започео своју владавину терорисањем становништва: 92 је убијено у току прва три дана од његовог доласка у Праг. Њихова имена су штампана на постерима који су лепљени широм окупиране области. Готово сви канали кроз које су Чеси могли да испољавају чешку културу су били затворени. По Хајдриховим проценама, између 4.000 и 5.000 људи је ухапшено до фебруара 1942. Они који нису убијени су послати у Концентрациони логор Маутхаузен-Гусен, где је само четири посто чешких логораша доживело крај рата. У марту 1942, даље акције против чешких културних и патриотских организација, војске и интелигенције су довеле до практичне парализе чешког покрета отпора. Иако су мале дезорганизоване ћелије Централног руководства домовинског отпора (УВОД) преживеле, само је комунистички покрет отпора успевао да делује координисано (мада је и овај покрет трпео због хапшења). Терор је такође служио да паралише отпор у друштву, помоћу свеопште репресије против сваке акције отпора немачкој владавини. Хајдрихова брутална политика у ово доба му је брзо донела надимак „Прашки касапин“
Као вршилац дужности Рајх протектора Бохемије и Моравске, Хајдрих је примењивао методе „штапа и шаргарепе“. Рад је организован на основама Немачког радничког фронта. Хајдрих је користио опрему конфисковану од чешког Соколског друштва да организује догађаје за раднике. Дистрибуирана су следовања хране и бесплатне ципеле, пензије су повећане, и (неко време) су уведене нерадне суботе. По први пут је уведено осигурање за незапослене. Сиво тржиште је сузбијено. Они који су били повезани са сивим тржиштем или покретом отпора су мучени или убијани. Хајдрих их је називао „економским криминалцима“ и „непријатељима народа“, што му је помогло да стекне подршку. Услови у Прагу и другим деловима Чешке су били релативно мирни за време Хајдриха, и индустријска производња се повећала. Ипак, све ове мере нису могле да прикрију несташице и повећање инфлације; извештаји о растућем незадовољству су се множили.
Упркос јавном испољавању добре воље према народу, приватно Хајдрих није имао недоумица у вези са својим коначним циљем: „Цела ова област ће једног дана бити дефинитивно немачка, и Чеси овде не могу да се надају ничему“. План је био да се две трећине становништва или пребаци у делове Русије или истреби након што нацистичка Немачка победи у рату. Бохемију и Моравску је чекала анексија директно у немачки рајх.
Чешка радна снага је експлоатисана као радна снага регрутована за потребе нациста. Више од 100.000 радника је склоњено са „непримерених“ послова и регрутовано од стране Министарства рада. Од децембра 1941, Чеси су могли да буду позвани на рад било где у границама Рајха. Између априла и новембра 1942, 79.000 чешких радника је на овај начин одведено на рад у Нацистичкој Немачкој. Такође, у фебруару 1942, радни дан је продужен са осам на дванаест сати.
Хајдрих је у пракси био војни диктатор Бохемије и Моравске. Његове промене у структури владе су оставиле председника Емила Хаху и његов кабинет практично без власти. Хајдрих се често возио сам у колима са отвореним кровом како би показао своје поверење у окупационе снаге и ефикасност своје владе.

### Преглед каријере
Хајдрихова служба у СС је била мешавина брзих унапређења, резервних дужности у редовној војсци и службовања на првој линији фронта. Током 11 година у СС, Хајдрих је имао све чинове од редова до генерала. Такође је био и мајор у Луфтвафеу и забележио готово 100 борбених летова до 22. јула 1941, када је његов авион погођен од стране совјетских противавионских оруђа. Хајдрих је тада принудно слетео иза непријатељских линија. Избегао је совјетске патроле и повезао се са истуреном немачком патролом. Након овога, Хитлер је лично наредио Хајдриху да се врати у Берлин и посвети се својим СС дужностима. Његов досије га такође наводи као морнаричког резервног поручника, мада током Другог светског рата није имао никаквог контакта са овим родом војске.

## Улога у Холокаусту
Историчари сматрају Хајдриха најозлоглашенијим припадником нацистичке елите. Хитлер га је називао „човеком са гвозденим срцем“. Био је један од главних архитеката Холокауста током раних ратних година и одговарао и примао наређења само од Хитлера, Геринга и Химлера што се тиче свих питања у вези са депортацијом, затварањем и истребљењем Јевреја.
Хајдрих је био један од организатора Кристалне ноћи, погрома Јевреја широм Немачке у ноћи 9. на 10. новембар 1938. Хајдрих је те ноћи послао телеграм разним службеницима СД и Гестапоа како би олакшао координацију програма са СС, СД, Гестапо, униформисаном полицијом (Орпо), СА, нацистичким службеницима, па чак и ватрогасцима. У телеграму се говори о дозвољавању паљевина и уништавања јеврејских радњи и синагога, и наређује се конфискација свог „архивског материјала“ из центара јеврејских заједница и синагога. Телеграм је наређивао да „што више Јевреја (колико год је могуће сместити у постојеће установе за притвор)  – поготово имућнијих Јевреја – буде ухапшено у свим општинама ... Одмах након што се хапшења спроведу, одговарајући концентрациони логори треба да буду обавештени како би се Јевреји сместили у логоре што је пре могуће.“ Двадесет хиљада Јевреја је послато у концентрационе логоре у данима који су уследили одмах након погрома;  историчари сматрају Кристалну ноћ почетком Холокауста.
Када је Хитлер тражио повод за инвазију на Пољску 1939. године, Химлер, Хајдрих и Хајнрих Милер су осмислили операцију под лажном заставом под кодним именом Операција Химлер. План је укључивао лажни напад на немачку радио станицу код места Гљивице 31. августа 1939. Хајдрих је учествовао у планирању и обилазио је терен који је био пар километара од границе са Пољском. 150 немачких војника, обучених у пољске униформе је извело неколико напада дуж границе. Хитлер је искористио ову варку као повод за почетак инвазије.
Дана 21. септембра 1939, Хајдрих је одаслао телепринтерску поруку о „јеврејском питању у окупираној територији“ шефовима свих ајнзацгрупа Безбедносне полиције. Порука је садржала упутства како да се окупе Јевреји зарад смештања у гетое, позвала је на оснивање јуденрата (јеврејских савета), наређивала је попис, садржавала планове за аријанизацију јеврејских предузећа и фарми, и друге мере. Ајнзацгрупе су ушле за армијом у Пољску како би спровеле ове планове. Касније, у Совјетском Савезу, ове јединице су биле задужене за груписање и убијање Јевреја путем стрељања и коришћењем душегупки. До краја рата, ајнзацгрупе су убиле преко милион људи, укључујући преко 700.000 само у Русији.
Хајдрих је 29. новембра 1939. послао телеграм о „евакуацији нових источних провинција“, у коме се наводе детаљи о депортацији људи железницом у концентрационе логоре, и дају упутства за попис планиран за децембар 1939. на основу ког ће депортације да буду спроведене. У мају 1941. Хајдрих је са квартермајстер-генералом Едуардом Вагнером направио нацрт прописа за планирану инвазију на Совјетски Савез, који су осигурали да ће ајнзацгрупе и армија сарађивати у убијању совјетских Јевреја.
Хајдрих је 10. октобра 1941 био високи старешина на састанку у Прагу, на коме је разматрана депортација 50.000 Јевреја из Протектората Бохемије и Моравске у гетое у Минску и Риги. Присутни официри су такође разматрали одвођење 5.000 Јевреја из Прага „у наредних неколико недеља“ и њихово предавање командантима ајнзацгрупа Артуру Небеу и Отоу Рашу. Успостављање гетоа у Протекторату је такође било у плану, што је довело до изградње концентрационог логора Терезијенштат, где је до краја рата умрло 33.000 људи. Још десетине хиљада људи је прошло кроз овај логор да би касније страдали на Истоку. Химлер је 1941. именовао Хајдриха за „одговорног за спровођење“ присилног премештања 60.000 Јевреја из Немачке и Чехословачке у Лођски гето у Пољској.
Дана 20. јануара 1942, Хајдрих је председавао Ванзејском конференцијом, на којој је представио свој план да депортује и транспортује 11 милиона Јевреја из свих европских земаља, на принудни рад до смрти или директно у логоре смрти:
Под одговарајућим руководством, Јевреји треба да буду доведени на Исток у оквиру Коначног решења, за коришћење њихове радне снаге. У великим радним групама, одвојени по половима, Јевреји способни за рад ће бити транспортовани у ове области и ангажовани на изградњи путева, током чега ће, без сумње, велики део њих („ein Großteil“) отпасти услед природних губитака. Преживели остатак, јасно они са највећим снагама отпора, ће добити специјалан третман, јер би, ако би били ослобођени, чинили ћелију клицу за поновно успостављање јеврејштине.
из Хајдриховог говора на Ванзејској конференцији у јануару 1942.

## Смрт у Прагу
Чехословачка влада у егзилу у Лондону је решила да убије Хајдриха. Јан Кубиш и Јозеф Габчик су предводили тим одабран за спровођење операције. Обучени од стране британске Управе за специјалне операције (СОЕ), њих двојица су се вратили у Протекторат искочивши са падобранима из авиона Хендли Пејџ Халифакс, 28. децембра 1941. Скривали су се припремајући покушај атентата.
Дана 27. маја 1942, Хајдрих је планирао да се састане са Хитлером у Берлину. Немачки документи наводе да је Хитлер планирао да премести Хајдриха у Француску, где је Француски покрет отпора постајао све јачи. Хајдрих је морао да прође раскрсницу где се пут Дрезден-Праг спаја са путем ка мосту Троја. Ова раскрсница у прашком предграђу Либен је била погодна за напад јер возачи морају да успоре у врло оштрој кривини. Кад је Хајдрихов аутомобил успорио, Габчик је нанишанио својим Стен аутоматом, али се пушка заглавила и није могла да опали. Уместо да нареди свом возачу да убрза како би утекли, Хајдрих је наредио да се аутомобил заустави како би се супротставио нападачима. Кубиш је тада бацио бомбу (прерађену противтенковску мину) на аутомобил који се зауставио. Експлозија је ранила Хајдриха и Кубиша.
Када се дим рашчистио, Хајдрих је изашао из олупине са пиштољем у руци; појурио је Кубиша и покушао да узврати ватру. Кубиш је сео на свој бицикл и побегао. Хајдрих је трчао за њим дуж пола стамбеног блока док није осетио слабост од шока и пао. Послао је свог возача, Клајна, да јури Габчика пешке. У обрачуну који је уследио, Габчик је упуцао Клајна у ногу и побегао у оближњу сигурну кућу. Хајдрих, и даље са пиштољем у руци, се држао за свој леви бок који је обилато крварио.
Једна Чехиња је пришла да помогне Хајдриху, и сигнализирала је комбију за доставу да се заустави. Хајдриха су прво сместили у возачеву кабину, али се жалио да му труцкање возила наноси бол. Затим су га сместили у задњи део возила, на стомак, и одвезли у болницу. Хајдрих је претрпео тешке повреде леве стране тела, укључујући озбиљну повреду дијафрагме, слезине, и плућа. Такође је имао и поломљено ребро. Доктор Сланина је затварао рану на грудима док је доктор Валтер Диек безуспешно покушавао да уклони иверицу. Одмах је одлучио да оперише. Операцију су спровели доктори Диек, Сланина и Хохлбаум. Хајдриху је дато неколико доза трансфузије крви. Одстрањена је слезина, урађен дебридман ране на грудима, левог плућног крила и дијафрагме, и ране су зашивене. Химлер је наредио доктору Карлу Гебхарду да одлети у Праг како би преузео лечење. Упркос грозници, изгледало је да Хајдрихов опоравак тече добро. Доктор Теодор Морел, Хитлеров лични лекар је препоручио коришћење сулфонамида (новог антибактеријског лека), али је Гебхард, очекујући да ће се Хајдрих опоравити, одбио. 2. јуна, током Химлерове посете, Хајдрих се помирио са судбином изрецитовавши стихове из опере свога оца:
Свет је само вергл који окреће Господ Бог лично.
Сви морамо да плешемо по мелодији која је већ на бубњу.
Хајдрих је запао у кому након Химлерове посете, и више се није будио. Умро је 4. јуна, вероватно око 04:30. Имао је 38 година. Закључак након аутопсије је био да је умро од сепсе. По речима Бернхарда Вехнера, официра криминалистичке полиције који је истраживао атентат, Хајдрихов израз лица кад је умро је одавао „необичну и узнемирујућу духовност и потпуно перверзну лепоту, попут ренесансног кардинала“.
Након велике сахране одржане у Прагу 7. јуна 1942, Хајдрихов ковчег је смештен у воз за Берлин, где је одржана нова церемонија у новој Рајхсканцеларији 9. јуна. Посмртни говор је одржао Химлер а био је присутан и Хитлер, који је на јастук поставио Хајдрихова одликовања. Иако је у јавности Хајдрихова смрт искоришћена за владину пропаганду, Хитлер је приватно кривио самог Хајдриха за његову смрт, због необазривости:
Како не само лопова већ и убицу ствара прилика, такви херојски потези као што је вожња у отвореним неоклопљеним колима или шетња улицама без обезбеђења су напросто проклета глупост, која Отаџбини не служи ни пет пара. Чињеницу да човек незамењив као Хајдрих излаже себе непотребној опасности, могу само да осудим као глупу и идиотску.
Хајдрих је сахрањен на војном гробљу у Берлину. Тачан положај гробног места није познат - привремени дрвени маркер који је нестао кад је Црвена армија ушла у град никад није замењен како Хајдрихов гроб не би постао место окупљања неонациста. Фотографија са Хајдрихове сахране приказује венце и ожалошћене у одељку А, који се налази поред северног зида према улици Шарнхорст, на предњој страни гробља. Скорије написана Хајдрихова биографија такође наводи да је његов гроб у одељку А. Хитлер је желео да се Хајдриху изгради монументална гробница, али услед све лошије финансијске ситуације у Немачкој, гробница никад није изграђена.
Након рата, судски систем Западне Немачке је доделио Хајдриховој удовици савезну пензију. Пар је имао четворо деце: Клауса, рођеног 1933; Хајдер, рођену 1934; Силке, рођену 1939; и Марте, рођену убрзо након очеве смрти 1942. Клаус је погинуо у саобраћајној несрећи 1943. Удовица Лина је написала мемоаре, Leben mit einem Kriegsverbrecher (Живот са ратним злочинцем), које је објавила 1976. Поново се удала и умрла је 1985.

### Последице
Хајдрихови атентатори су се крили по сигурним кућама, док се на крају нису нашли у православној цркви светих Ћирила и Методија у Прагу. Након што је један издајник у чешком покрету отпора одао њихову локацију, цркву је окружило 800 припадника СС и Гестапоа. Неколико Чеха је убијено, а остатак се сакрио у крипти цркве. Немци су покушали да истерају бегунце мецима, сузавцем и плављењем крипте. На крају су пробили улаз експлозивом. Како не би пали у заробљеништво, војници су извршили самоубиство. Међу помагачима атентатора који су страдали је и вођа цркве, епископ Горазд Чешки, кога православна црква слави као мученика.
Бесан због Хајдрихове смрти, Хитлер је наредио хапшење и стрељање 10.000 случајно одабраних Чеха. Међутим, након консултација са Карлом Херманом Франком, ублажио је своју реакцију. Чешке земље су биле важна индустријска област за немачку војску, и недискриминантно убијање би могло да смањи индустријску продуктивност Хитлер је наредио брзу истрагу. Обавештајни подаци су погрешно повезали атентаторе са местима Лидице и Лежаки. Извештај Гестапоа је навео Лидице, 22  северозападно од Прага, као могуће скровиште атентатора, јер је неколико чешких војних официра, тада у Енглеској, дошло тамо, а у месту Лежаки је Гестапо открио радио-предајник покрета отпора. 9. јуна, након консултација са Химлером и Карлом Херманом Франком, Хитлер је наредио бруталне репресалије. Преко 13.000 људи је ухапшено, депортовано и затворено. Почев од 10. јуна, сви мушкарци старији од 16 година у Лидицама и Лежакима су убијени. У Лежакима су убијене и све жене. Све осим четири жене из Лидица су одмах депортоване у концентрациони логор Равензбрик (четири су биле трудне – над њима је спроведен присилни абортус у истој болници где је Хајдрих умро, а затим су послате у концентрациони логор). Део деце је одабран за процес германизације, а 81 дете је убијено у душегупкама у логору смрти Хелмно. Оба места су спаљена и сравњена са земљом. Најмање 1.300 је убијено након Хајдрихове смрти.
Хајдриха је на месту шефа РСХА заменио Ернст Калтенбрунер, а Карл Херман Франк (27–28. мај 1942) и Курт Далуеге (28. мај 1942. – 14. октобар 1943), као нови вршилац дужности Рајхспротектора.
Након Хајдрихове смрти, политике формализоване на Ванзејској конференцији којом је он председавао су спроведене у дело. Прва три права логора смрти, намењена за масовна убиства су изграђена код Треблинке, Собибора и Белзеца. Пројекат је назван Операција Рајнхард по Хајдриху.